# Cuadrangular de Santiago y Rancagua 1965
El Cuadrangular de Santiago y Rancagua 1965 corresponde a un torneo amistoso de fútbol, jugado a fines del mes de junio e inicios de julio. Las dos primeras fechas se desarrollaron en Santiago y las siguientes, tercera y última, se efectuaron en Rancagua.
Se efectuó estando el torneo de la Primera División suspendido debido a que la Selección de Fútbol de Chile cumplía dos partidos en Europa como parte de su preparación para jugar las eliminatoria del Mundial de Inglaterra 1966.
El título lo obtuvo el equipo de Racing de Montevideo,  

## Datos de los equipos participantes
| Equipo               | Calidad                                                  |
| -------------------- | -------------------------------------------------------- |
| Universidad de Chile | Anfitrión y campeón de la Primera División de Chile 1964 |
| Unión Española       | Anfitrión y sexto de la Primera División de Chile 1964   |
| O'Higgins            | Anfitrión y campeón de la Primera B 1964                 |
| Racing de Montevideo | Invitado y noveno en la Primera División 1964            |

### Aspectos generales

#### Modalidad
El torneo se jugó en una sola rueda de siete fechas, bajo el sistema de todos contra todos, resultando campeón aquel equipo que acumulase más puntos en la tabla de posiciones.

## Partidos

### Primera fecha
| 29 de junio de 1965 | Unión Española | 3:3 | O'Higgins | Estadio Santa Laura de Santiago, Santiago |  |

| 29 de junio de 1965 | Universidad de Chile | 4:1 | Racing de Montevideo | Estadio Santa Laura de Santiago, Santiago |  |

### Segunda fecha
| 3 de junio de 1965 | O'Higgins | 1:0 | Universidad de Chile | Estadio Santa Laura de Santiago, Santiago |  |

| 3 de julio de 1965 | Unión Española | 1:4 | Racing de Montevideo | Estadio Santa Laura de Santiago, Santiago |  |

### Tercera fecha
| 4 de julio de 1965 | Unión Española | 4:2 | Universidad de Chile | Estadio Braden de Rancagua, Rancagua |  |

| 4 de julio de 1965 | O'Higgins | 0:1 | Racing de Montevideo | Estadio Braden de Rancagua, Rancagua |  |

## Tabla de posiciones
| Pos | Equipo               | PJ | PG | PE | PP | GF | GC | Dif | Pts |
| --- | -------------------- | -- | -- | -- | -- | -- | -- | --- | --- |
| 1   | Racing de Montevideo | 3  | 2  | 0  | 1  | 6  | 5  | 1   | 4   |
| 2   | O'Higgins            | 3  | 1  | 1  | 1  | 4  | 4  | 0   | 3   |
| 3   | Unión Española       | 3  | 1  | 1  | 1  | 8  | 9  | -1  | 3   |
| 4   | Universidad de Chile | 3  | 1  | 0  | 2  | 6  | 6  | 0   | 2   |

PJ=Partidos jugados; PG=Partidos ganados; PE=Partidos empatados; PP=Partidos perdidos; GF=Goles a favor; GC=Goles en contra; Dif=Diferencia de gol; Pts=Puntos
|  | Campeón |

## Campeón
| Uruguay              |
| Racing de Montevideo |